# Ctenochauliodes sagittiformis
Ctenochauliodes sagittiformis är en insektsart som beskrevs av X.-y. Liu och Ding Yang 2006. Ctenochauliodes sagittiformis ingår i släktet Ctenochauliodes och familjen Corydalidae. Inga underarter finns listade i Catalogue of Life.